# レーストラック・メモリ
レーストラック・メモリ（英: Racetrack Memory）は、磁区の変化で記憶する不揮発性メモリである。SRAMやDRAMなどの電荷を情報記憶に用いるメモリと異なり、レーストラック・メモリは磁区の磁化の方向によって情報記憶を行うため電源を切っても記憶が維持される。

## 概要
2008年4月10日、IBMのステュアート・パーキンが概念と基礎実験の結果を発表した。レーストラック・メモリは大容量と高速、低消費電力、不揮発性、低コストを兼ね備えるとされる。レーストラック・メモリの基本的な原理は、磁気メモリでHDDとMRAMの特長を兼ね備え、細長いワイヤ状の磁性体(磁気ナノワイヤ)を磁区で細かく区切り、磁区における磁化の方向でデータを記録し、読み出すのでフラッシュメモリのように電荷の移動を伴わないため、書き込み、読み出しの高速化が可能。

## 構造・動作原理
磁気ナノワイヤに電流パルス(矩形波)を与えることによって磁化が反転する境界領域(磁壁)に電子スピンを注入することによって、0と1の情報が書き込まれた磁気ナノワイヤ中の磁壁の位置を変えることで書き込み素子を動かすことで電流パルスに同期して所望のデータを読み出す。
書き込み素子は磁気ナノワイヤに近接した配線で、配線電流で誘起した磁界によって磁気ナノワイヤを磁化する。読み出し素子は磁気トンネル接合素子(MTJ素子)で構成する磁性層の磁化の向きと磁気ナノワイヤの磁化方向を比較することで、MTJ素子を貫く電気抵抗の値が変化するのでこの抵抗値の変化をデータとして読み出す。
MRAMはMTJ素子を1bitの記憶素子としているのに対し、レーストラック・メモリではMTJ素子を読み出し素子としているので1Gbitの場合、MRAMでは10億個以上のMTJ素子を特性をそろえて製造しなければならないがレーストラック・メモリは1本の磁気ナノワイヤに対して最少で1個のMTJ素子を必要とするだけで済むので製造技術としてはMRAMよりも単純なため製造コストが下がる。

## 他のメモリとの比較

### 記録密度
記憶密度の高い3次元型と製造の容易な2次元型がある

### 消費電力
低消費電力とされる

### 動作速度
高速とされる

## 特許
- アメリカ合衆国特許第 6,834,005号
- アメリカ合衆国特許第 20,140,268,982号